# تام بیدلینگ
تام بیدلینگ (انگلیسی: Tom Beadling؛ زادهٔ ۱۶ ژانویهٔ ۱۹۹۶) بازیکن فوتبال اهل بریتانیا است.
از باشگاه‌هایی که در آن بازی کرده‌است می‌توان به باشگاه فوتبال بری اشاره کرد.